# Tamazouzte
Tamazouzte (franska: Tamazouzte (CR), Tamazouzte (Commune Rurale), arabiska: تمكرت) är en kommun i Marocko.   Den ligger i provinsen Al Haouz och regionen Marrakech-Safi, i den centrala delen av landet, 290 km söder om huvudstaden Rabat. Antalet invånare är 12 238.